# Pretender (Official髭男dismの曲)
「Pretender」（プリテンダー）は、日本のバンド・Official髭男dismの2作目のシングル。2019年5月15日にポニーキャニオンから発売された。

## 概要
テレビドラマ『コンフィデンスマンJP』主題歌に起用された「ノーダウト」に引き続き、映画『コンフィデンスマンJP ロマンス編』主題歌に使用され、バンドとして初の映画主題歌の書き下ろし楽曲となった。

### 制作
仮タイトルは「グッバイロマンス」。楽曲制作について藤原は、映画プロデューサーから「ザ・フーのイメージ」と言われたのがヒントとなり、ザ・フー「Won't Get Fooled Again」のイントロのシンセサイザーのフレーズがギターに取り入れられている。また、Bメロのアプローチは、チャンス・ザ・ラッパー「Sunday Candy」に近い、と答えている。マスタリング・エンジニアは、テッド・ジェンセンが担当。
歌詞の中の「世界線」という言葉は、藤原が大ファンであるというテレビアニメ『STEINS;GATE』からインスピレーションを受けたという。ジャケットのニキシー管も、アニメに登場する「ダイバージェンスメーター」がモチーフとなっている。

### リリース
藤原が当時DJを務めていた、FM802『MUSIC FREAKS』の2019年4月7日放送回にて、初のフル音源がオンエアされた。
前作に引き続き、初回限定盤のみDVDが付属しており、2018年10月13日にヒューリックホール東京にて開催された「HIGEDAN acoustic one-man live 2018 -Autumn-」のライブ映像を収録している。
2023年度から、主に高校2年生が使用する音楽の教科書にて、合唱曲として掲載されている。
2024年4月6日より、JR西日本山陰本線（伯備線直通列車を含む）米子駅の発車メロディ、および273系電車で運行される特急列車「やくも」の岡山方面行き列車の車内チャイムとして使用されている。

## 収録曲
| 全作詞・作曲: 藤原聡、全編曲: Official髭男dism。 |                              |        |            |      |
| #                                                | タイトル                     | 作詞   | 作曲・編曲 | 時間 |
| 1.                                               | 「Pretender」                | 藤原聡 | 藤原聡     | 5:27 |
| 2.                                               | 「Amazing」                  | 藤原聡 | 藤原聡     | 3:52 |
| 3.                                               | 「Pretender (Acoustic Ver)」 | 藤原聡 | 藤原聡     | 3:43 |
| 合計時間:                                        | 合計時間:                    | 13:12  |            |      |

### Blu-ray/DVD
「HIGEDAN acoustic one-man live 2018 -Autumn-」- selected from 2018.10.13 ヒューリックホール東京
| #   | タイトル                                | 作詞 | 作曲・編曲 |
| --- | --------------------------------------- | ---- | ---------- |
| 1.  | 「日曜日のラブレター」                  |      |            |
| 2.  | 「55」                                  |      |            |
| 3.  | 「ゼロのままでいられたら」              |      |            |
| 4.  | 「可能性」                              |      |            |
| 5.  | 「ニットの帽子」                        |      |            |
| 6.  | 「115万キロのフィルム」                 |      |            |
| 7.  | 「Tell Me Baby」                        |      |            |
| 8.  | 「異端なスター」                        |      |            |
| 9.  | 「ノーダウト」                          |      |            |
| 10. | 「犬かキャットかで死ぬまで喧嘩しよう!」 |      |            |
| 11. | 「Stand By You」                        |      |            |

## チャート成績
- 2019年5月27日付のオリコン週間ランキングでは初動12,777枚を売り上げ、自身最高位の週間9位にランクインした。また、オリコンデジタルシングルランキングでは通算5週の1位を獲得した[要出典]。
- 2019年4月25日 - 5月9日付の歌ネット注目度ランキングにて1位を獲得[要出典]。
- 2019年5月20日付のBillboard JAPAN週間ストリーミングソングチャート「Streaming Songs」にて8位にランクイン。配信発売4週目で初のトップ10入りとなった。6月3日付では3,750,296回再生を記録し、自身初の週間チャート1位を獲得した[要出典]。2020年1月20日付まで34週連続で1位を獲得した[45]。6月10日付ではチャート開始以降、歴代最高となる4,259,715回再生を記録し、2連覇を達成。更に翌週の6月17日付では記録をさらに更新し4,614,978回再生で3連覇を達成した。8月19日付に5,754,179回再生で記録を塗り替えた[要出典]。11月4日付に6,189,364再生でBillboard JAPAN史上初の600万再生超えを達成した[46]。
- Billboard JAPAN週間総合チャート「Hot 100」にて初登場8位を記録した。2019年10月28日付で1位を記録し、その後5週連続・通算7週の1位を獲得[要出典]。
- 2019年6月3日付のオリコン週間ストリーミングランキングでは237.1万回で1位を獲得。2020年1月20日付まで34週連続で1位を獲得した[47]。
- 2020年10月に日本レコード協会より同年9月度でのフル配信100万DLを突破し、ミリオンに認定された[1]。
- 2022年3月に日本レコード協会より同年2月度でのストリーミング累計再生数が5億回を突破し、ダイヤモンドに認定された[2]。ストリーミング5億回とフル配信100万DLをダブル達成した楽曲は史上初である[要出典]。
- 2022年9月にBillboard JAPANより同年9月度でのストリーミングの累計再生数が自身初の7億回を突破し、YOASOBI「夜に駆ける」、BTS「Dynamite」に続き史上3曲目となった[48]。
- 2023年2月20日付のオリコン週間ストリーミングランキングにおいて、初登場した2019年4月29日付からオリコン史上初となる200週連続TOP50入りを達成した[47]。
- 2025年5月にBillboard JAPANよりストリーミングの累計再生数が自身初の10億回を突破し、YOASOBI「夜に駆ける」、優里「ドライフラワー」に続く史上3曲目となった[49]。

## ミュージックビデオ
2019年4月17日に公開。全編にわたり台湾で撮影されており、夜景をバックに演奏シーン、現地モデル、台湾人俳優によるドラマシーンも収められている。
5月22日にはアコースティックバージョンが公開。こちらは東京の夜景をバックに撮影された。
自身の楽曲の中で、YouTube内でのミュージックビデオの再生回数が一番多く、2019年11月27日にバンドでは初となる1億回再生を突破し、2020年5月に2億回再生を超え、2021年3月に3億回再生を突破した。

## テレビ披露
| 番組名                                               | 日付           | 放送局     |
| ---------------------------------------------------- | -------------- | ---------- |
| ミュージックステーション                             | 2019年5月10日  | テレビ朝日 |
| バズリズム02                                         | 2019年5月17日  | 日本テレビ |
| SONGS OF TOKYO                                       | 2019年9月12日  | NHK        |
| ミュージックステーション ウルトラスーパーライブ 2019 | 2019年12月27日 | テレビ朝日 |
| 第70回NHK紅白歌合戦                                  | 2019年12月31日 | NHK        |

## 参加アーティスト
- Words & music & programing: Satoshi Fujihara
- Arrangement: Official髭男dism
- Vocal & piano: Satoshi Fujihara
- Guitar & chorus: Daisuke Ozasa
- Bass & chorus: Makoto Narazaki
- Drums & chorus: Masaki Matsuura
- Guitar technician: Tatsuya Mochiduki (Innovator Associates Inc.)
- Drums technician: Genki Wada
- Recorded & mixed by Masahito Komori
- Mastered by Ted Jensen (STERLING SOUND)

## タイアップ
| タイトル  | タイアップ先                                                                                    |
| --------- | ----------------------------------------------------------------------------------------------- |
| Pretender | 映画『コンフィデンスマンJP ロマンス編』主題歌                                                   |
| Pretender | テレビ東京系『有吉ぃぃeeeee!そうだ!今からお前んチでゲームしない?』2023年1月度エンディングテーマ |
| Amazing   | チューリップテレビ『#きとキュン♡トラベラー with T』オープニングテーマ                           |

## 受賞
- 第34回 日本ゴールドディスク大賞「ベスト5ソング・バイ・ダウンロード」[57]
- SPACE SHOWER TV 30TH ANNIVERSARY SPACE SHOWER MUSIC AWARDS 2020「SONG OF THE YEAR」[58]
- 2020年度 MPA賞ヒット・ソング賞（JASRAC）[59]
- 2021年 JASRAC賞銀賞[60]

## カバー
- ラオン（2019年11月8日、配信限定シングル）[要出典]
- PENTATONIX（2019年、アルバム『PTX Japan 5th Anniversary Greatest Hits』に収録）[61]
- Uru（2020年、アルバム「オリオンブルー」初回限定カバー盤に収録）[62]
- 広瀬香美（2021年、アルバム『歌ってみた 歌われてみた』に収録）[63]
- 鬼龍院翔（ゴールデンボンバー）（2020年8月30日、通販限定アルバム『うたってきりりんぱ』に収録）[64]
- 島津亜矢（2021年、アルバム『SINGER 7』に収録）[65]
- 二宮和也（嵐）（2022年6月17日〈CD、嵐ファンクラブ会員限定〉[66]、6月20日〈配信〉[67]、アルバム『○○と二宮と』に収録）